# 78e parallèle nord

Le 78e parallèle nord est un parallèle qui forme un cercle autour de la Terre au 78e degré de latitude nord sur le plan équatorial. Il traverse l'océan Atlantique, l'Europe, l'Asie, l'océan Arctique et l'Amérique du Nord.

## Régions traversées
À partir du méridien de Greenwich et allant vers l'est, le 78e parallèle nord passe au travers de :
| Coordonnées           | Pays, territoire ou mer       | Remarques                                                        |
| --------------------- | ----------------------------- | ---------------------------------------------------------------- |
| 78° 00′ N, 0° 00′ E   | Océan Atlantique              | Mer du Groenland                                                 |
| 78° 00′ N, 13° 39′ E  | Norvège                       | Svalbard - île de Spitzberg                                      |
| 78° 00′ N, 18° 25′ E  | Storfjorden                   |                                                                  |
| 78° 00′ N, 21° 08′ E  | Norvège                       | Svalbard - île d'Edgeøya                                         |
| 78° 00′ N, 23° 16′ E  | Mer de Barents                |                                                                  |
| 78° 00′ N, 67° 48′ E  | Mer de Kara                   |                                                                  |
| 78° 00′ N, 99° 35′ E  | Russie                        | Terre du Nord - Île Bolchevique                                  |
| 78° 00′ N, 100° 23′ E | Mer de Kara                   |                                                                  |
| 78° 00′ N, 103° 24′ E | Mer des Laptev                | Passe juste au sud de l'île de Maly Taymyr en Russie             |
| 78° 00′ N, 123° 15′ E | Océan Arctique                |                                                                  |
| 78° 00′ N, 114° 43′ O | Canada                        | Territoires du Nord-Ouest - Île Brock                            |
| 78° 00′ N, 114° 19′ O | Détroit de Wilkins            |                                                                  |
| 78° 00′ N, 112° 25′ O | Canada                        | Territoires du Nord-Ouest et Nunavut - Île Mackenzie King        |
| 78° 00′ N, 109° 36′ O | Mer du Prince-Gustave-Adolphe |                                                                  |
| 78° 00′ N, 105° 19′ O | Détroit de Maclean            |                                                                  |
| 78° 00′ N, 102° 51′ O | Détroit de Danish             | Passe juste au nord de l'île King Christian au Nunavut au Canada |
| 78° 00′ N, 100° 47′ O | Canada                        | Nunavut - Île Ellef Ringnes                                      |
| 78° 00′ N, 99° 02′ O  | Détroit d'Hassel              |                                                                  |
| 78° 00′ N, 97° 28′ O  | Canada                        | Nunavut - Île Amund Ringnes                                      |
| 78° 00′ N, 95° 01′ O  | Baie Norwegian                |                                                                  |
| 78° 00′ N, 87° 50′ O  | Fjord Baumann                 |                                                                  |
| 78° 00′ N, 85° 24′ O  | Canada                        | Nunavut - Île d'Ellesmere                                        |
| 78° 00′ N, 75° 48′ O  | Détroit de Nares              |                                                                  |
| 78° 00′ N, 72° 18′ O  | Groenland                     | Îles dans la baie de Jøkelbugten (en)                            |
| 78° 00′ N, 18° 52′ O  | Océan Arctique                | Mer du Groenland                                                 |